# Heinrich Otto Reddersen
Heinrich Otto Reddersen (* 14. Juni 1827 in Verden; † 18. Juli 1908 in Ballenstedt) war ein deutscher Pädagoge und Sozialpfleger.

## Biografie
Der unverheiratete Reddersen war der Sohn des Küster und Organisten Gotthelf Dieterich Reddersen und seiner Frau Anne Catharine geb. Neumann. Er absolvierte das Domgymnasium Verden und besuchte das Lehrerseminar in Stade. Kurzzeitig war er am Gymnasium in Verden tätig.
Ab 1857 war er Lehrer an der Bürgerschule Bremen für die Fächer Religion und Turnen. 1862 war er Mitgründer des Bremer Lehrerturnvereins. Von 1879 bis 1903 war er Vorsitzender eines Erziehungsvereins, welcher unter anderem gefährdete Kinder in ländliche Familien unterbrachte, Ferienkolonien gründete und 1883 den Verein für Knabenvereine gründete für vernachlässigte Kinder. Ein Heim hieß Knabenheim Reddersen. 1889 gründete er den Verein Haushaltungsschulen mit drei Anstalten für Mädchen, 1896 den Verein für die Bremer Idiotenanstalt von 1898 in der Feldmark in Horn mit dem Haus Reddersen sowie schließlich die Knabenhandarbeitsschule. Ab 1893 leitete Reddersen mit Lucy Lindhorn gemeinsam den Frauenwerbsverein. Er wurde 1894 in den Ruhestand versetzt, blieb aber ehrenamtlich weiter tätig.
Das Haus Reddersen blieb bis 1939 bestehen. In der Zeit des Nationalsozialismus wurden viele Kinder zwangssterilisiert. Nach dem Zweiten Weltkrieg wurde das Haus Teil der Nervenklinik Bremen und von 1955 bis Ende der 1970er Jahre ein Pflegeheim.

### Ehrungen
Die Reddersenstraße in Bremen-Horn-Lehe wurde nach ihm benannt.